# Gérard Pommier
Pour les articles homonymes, voir Pommier (homonymie).
Gérard Pommier, né le 17 août 1941 et mort le 1er août 2023,, est un psychiatre et un psychanalyste français. Il est également professeur des universités émérite à l’université Paris 7. Il dirige la revue La Clinique Lacanienne.

## Formation et carrière
Gérard Pommier, médecin, interne des hôpitaux psychiatriques (1973), obtient un certificat d'études spécialisées en psychiatrie en 1991 et est médecin chef-adjoint à Étampes. Durant ses études, il est membre de l'UNEF dite SE et élu à son bureau national de 1971 à 1972. Il soutient en 2000 une thèse de doctorat de 3e cycle en psychopathologie clinique intitulée L'écriture comme solution dans la psychose, à l'université de Provence, sous la direction de Roland Gori et une habilitation universitaire en 2003 publiée sous le titre Comment les neurosciences démontrent la psychanalyse. Il réalise une carrière universitaire notamment à Strasbourg.
Gérard Pommier rencontre Jacques Lacan lors des séminaires à l’hôpital Sainte-Anne. Alors qu’il est déjà psychiatre et a suivi une analyse, il décide de reprendre une analyse avec Lacan.
Par la suite, il effectue des supervisions avec Piera Aulagnier et Françoise Dolto. Il est membre de l'association Espace analytique et cofondateur de la Fondation européenne pour la psychanalyse. Il dirige la revue La Clinique Lacanienne et est membre du comité de lecture de Cliniques méditerranéennes.

## Publications
- 1983 : D'une logique de la psychose, Paris, (Eres). Franco Angeli (Milan). Catalogos (Barcelone, Buenos Aires). (286 p.)
- 1985 : L'Exception féminine, essai sur les impasses de la jouissance, Paris, Aubier. Jorge Zahar (Rio de Janeiro). Nueva Vision (Buenos Aires). (266 p.)
- 1986 : Le Dénouement d'une analyse, Paris, Champs Flammarion. Nueva Vision (Buenos Aires). Jorge Zahar (Rio de Janeiro). (285 p.)
- 1989 : L'Ordre sexuel, Paris, Aubier. Jorge Zahar (Rio de Janeiro) ; Amorrortu (Buenos Aires). (288 p.), réédition Champs-Flammarion (1995)
- 1989 : La Névrose infantile de la psychanalyse, (Eres), Nueva Vision (Buenos Aires). Jorge Zahar (Rio de Janeiro). (283 p.)
- 1990 : Libido illimited. Freud apolitique ?, Paris, Point Hors Ligne, réédition sous le titre Freud apolitique ? Paris, Champs-Flammarion. Nueva Vision (Buenos Aires) ; Artes Medica ( Porto Alegre).
- 1993 : Le Dénouement d'une analyse, Paris, Point Hors Ligne, réédition, Paris, Champs-Flammarion, 1996.
- 1993 : Naissance et renaissance de l'écriture, Paris, PUF. Nueva Vision (Buenos Aires), Artes Medica (Porto Alegre). (384 p.)
- 1994 : Du bon usage érotique de la colère, et quelques-unes de ses conséquences, Paris, Aubier, réédition Champs-Flammarion (2011). Nueva Vision (Buenos Aires). Jorge Zahar (Rio de Janeiro). Minnesota Press University (U.S.A).
- 1995 : L'Amour à l'envers. Essai sur le transfert, Paris, PUF. Amorrortu (Buenos Aires). Companhia de Freud (Rio de Janeiro). (448 p.)
- 1996 : Ceci n'est pas un Pape... Inconscient et culture en Louisiane, Toulouse, Erès. Ediciones del Serbal (Barcelone). (253 p.)
- 1998 : Louis du Néant. La mélancolie d'Althusser, Paris, Aubier, réédition sous le titre La mélancolie. Vie et œuvre d'Althusser, Paris, Champs-Flammarion. Amorrortu, 1999 (Buenos Aires). (376 p.)
- 2000 : Les Corps angéliques de la postmodernité, Paris, Calmann-Lévy.
- 2004 : Comment les neurosciences démontrent la psychanalyse, Paris, Flammarion, réédition, Paris, Champs-Flammarion 2007.
- 2004 : Qu’est-ce que le réel ? Essai psychanalytique, Toulouse, Erès. Nueva vision  Buenos Aires
- 2010 : Que veut dire « faire l’amour » ?, Paris, Flammarion, coll. "Bibliothèque des Savoirs", réédition, Paris, Champs-Flammarion, 2013.
- 2011 : Pour en finir avec le carcan du DSM, Toulouse, Erès, Santé mentale (hors collection).
- 2013 : Le Refoulement. Pourquoi et comment ?, Toulouse, Erès, en collaboration avec Patrick Landman.
- 2013 : Le Nom propre. Fonctions logiques et inconscientes, Paris, PUF, coll. "Philosophie d’aujourd’hui".
- 2016 : Féminin, révolution sans fin, Paris, Jean-Jacques Pauvert.
- 2019 : Occupons le Rond-point Marx et Freud, Éditions le Retrait.
- 2021 : Don Juan repenti Repenti. DeMETOOflé, pardonné Livret pour l'opéra de Jacopo Baboni Schilingi, Éditions du Retrait.
- 2022 : Si le Virus nous parlait ? Et si Freud lui répondait ?, Éditions du Retrait.